# Віялохвістка мангрова
Віялохвістка мангрова (Rhipidura phasiana) — вид горобцеподібних птахів родини віялохвісткових (Rhipiduridae).

## Поширення
Вид поширений вздовж західного та півнчного узбережжя Австралії від затоки Шарк до півострова Кейп-Йорк, на островах Ару та на півдні Нової Гвінеї. Мешкає у мангрових лісах.